# Кауфманский сборник
«Кауфманский сборник» — сборник исторических и публицистических трудов, опубликованный в 1910 году и посвящённый 25-летию со дня смерти Константина Петровича Кауфмана, генерал-губернатора Туркестана. Мысль о создании сборника принадлежала бывшему туркестанскому генерал-губернатору Гродекову Н. И. В сборник вошли произведения сподвижников Кауфмана по Туркестану, а также статьи учёных и исследователей Средней Азии, в том числе Семёнова А. А., Бартольда В. В., Логофета Д. Н. и др.